# Marcação de vitória

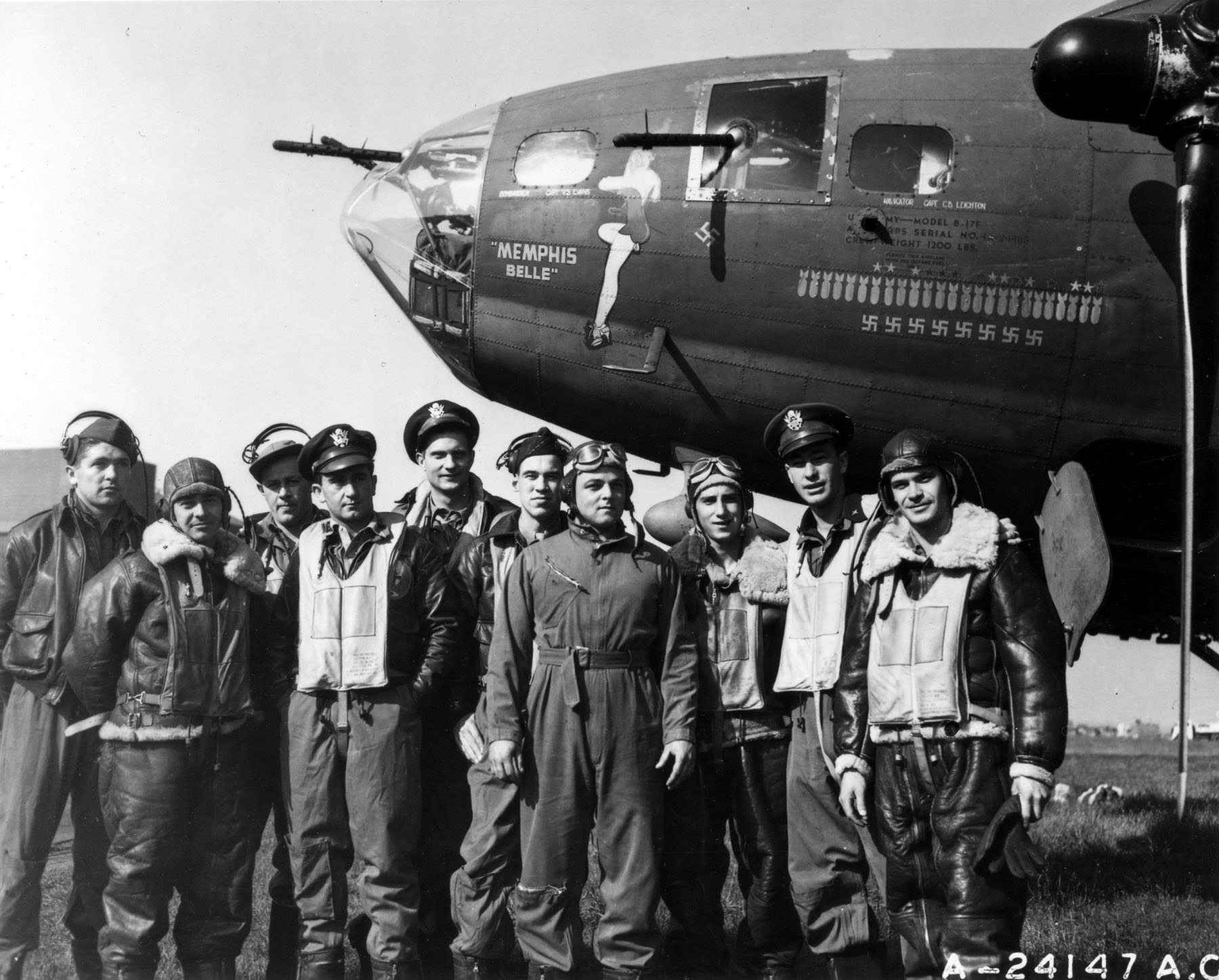
Tripulação do B-17 "Memphis Belle", com marcações de vitória significando 25 missões de bombardeio e 8 abates

Uma marcação de vitória (também chamada de marca de vitória, decalque de vitória, marca de abates ou mortes) é um símbolo aplicado em estêncil ou decalque ao lado de uma aeronave militar para indicar uma vitória aérea alcançada pelo piloto ou tripulação da aeronave.

## História
O uso de marcações de vitória originou-se durante a Primeira Guerra Mundial, floresceu durante a Segunda Guerra Mundial e frequentemente tomou a forma do roundel ou da bandeira nacional da aeronave derrotada. Em alguns casos era mostrado a bandeira do próprio país em uma demonstração de honra e respeito ao país, em vez de exibir a bandeira ou o símbolo do inimigo. A princípio as marcas apareciam na fuselagem, mas também podem aparecer no leme e até no capacete usado pelo piloto.
Marcas de vitória não indicam apenas abates aéreos, mas podem indicar também equipamentos militares de inimigos destruídos com seus respectivos símbolos e silhuetas (como carros de combate, artilharias, embarcações, trens, pontes, fortificações e outros) ou mesmo a arma usada para destruir, desativar, atingir o equipamento do inimigo (geralmente bombas e mísseis) durante uma missão específica ou durante um engajamento com esse inimigo. Essas marcações também são usadas para contar mortes "confirmadas", "prováveis" e/ou "compartilhadas", dependendo do sistema usado por cada país. Os japoneses, por exemplo, concediam aos seus pilotos vários pontos por derrubar um bombardeiro de quatro motores ou um bimotor. Os soviéticos e os norte-americanos costumavam contar em decimais as vitórias compartilhadas e também as terrestres, que eram aviões destruídos ainda no solo.
Estas marcações não eram específicas de aeronaves. Durante a Segunda Guerra Mundial, as marcas de abates também apareciam em carros de combate, embarcações, defesas antiaérea, canhões antitanque, peças de artilharia, embarcações, artilharia naval e submarinos.
Existem vários exemplos de marcações de vitória sendo aplicadas em aeronaves por outras razões que não sejam vitórias aéreas. O Helicopter 66 da Marinha dos EUA, durante o período da recuperação de astronautas na água após suas missões, exibiu marcas de vitória mostrando silhuetas de cápsulas espaciais, com uma marca adicionada para cada recuperação em que participou. As marcações de vitória também são usadas em tempos de paz (não para mostrar mortes, mas a participação de uma aeronave específica) durante exercícios aéreos conjuntos. Em 2012, um Eurofighter da Luftwaffe foi flagrado com uma marca de abate, indicando uma vitória sobre um F-22 Raptor da Força Aérea dos EUA, alcançado em uma dogfight simulada durante um exercício de treinamento. Uma foto de 2009 da Guarda Costeira Cutter Sherman exibiu "flocos de neve de cocaína" e folhas de maconha como marca de vitória para representar apreensões de drogas. Cada marca de vitória indicava uma apreensão, independentemente do valor total dos medicamentos apreendidos.
Em 2015 um EA-18G Growler da USAF apareceu com marcas de vitória de relâmpagos que significavam missões de interferência. A figura do raio atingindo uma figura humana significava que o Growler conseguiu bloquear ou interceptar as comunicações celulares de um indivíduo alvo.

## Exemplos

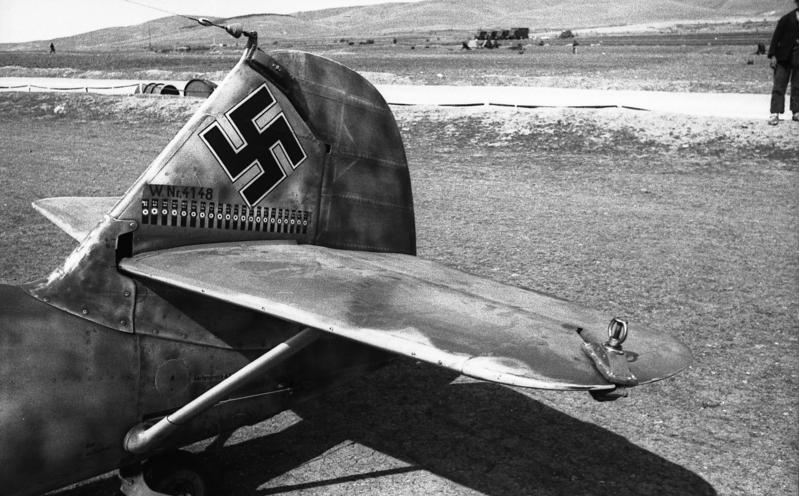
Cauda de um Me 109 da Luftwaffe com marcas de vitória, 1941
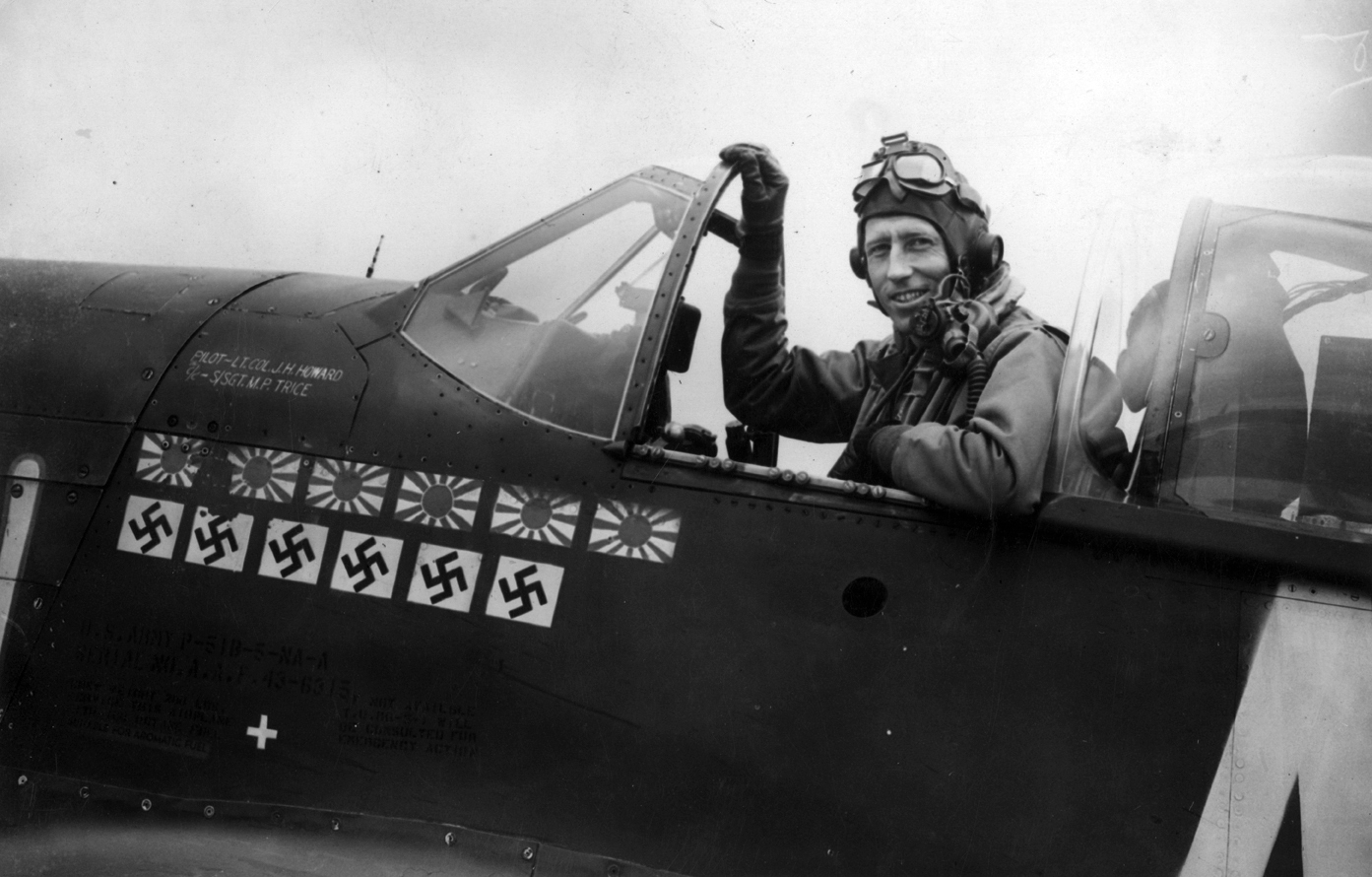
Tenente-coronel James H. Howard em seu P-51, mostrando 12 marcas de vitória por vitórias aéreas sobre pilotos alemães e japoneses, 1944
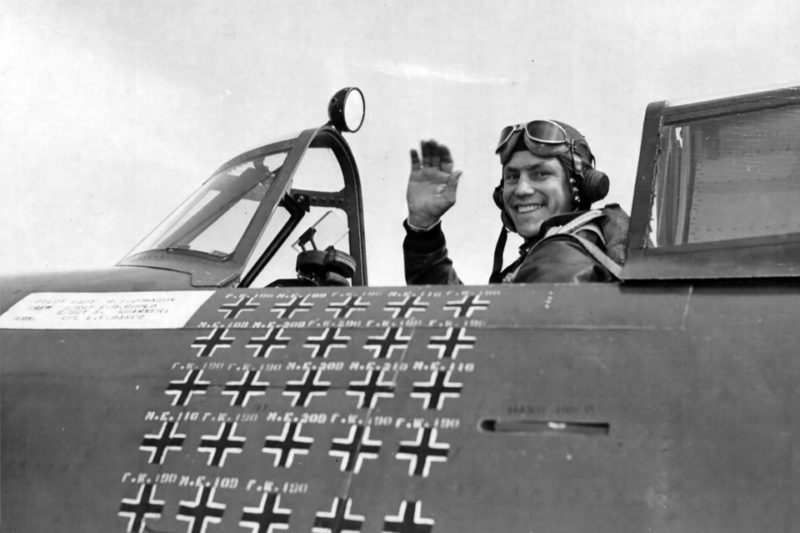
Tenente-coronel Robert S. Johnson em seu P-47 com diversas marcas de vitória sobre aeronaves do Terceiro Reich, 1944
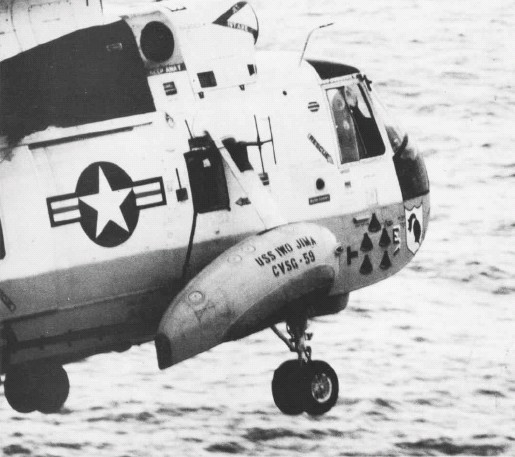
O Helicopter 66 com cinco marcas de vitória em forma de cápsulas espaciais, representando a recuperação de astronautas do oceano das cinco missões do programa Apollo, 1970
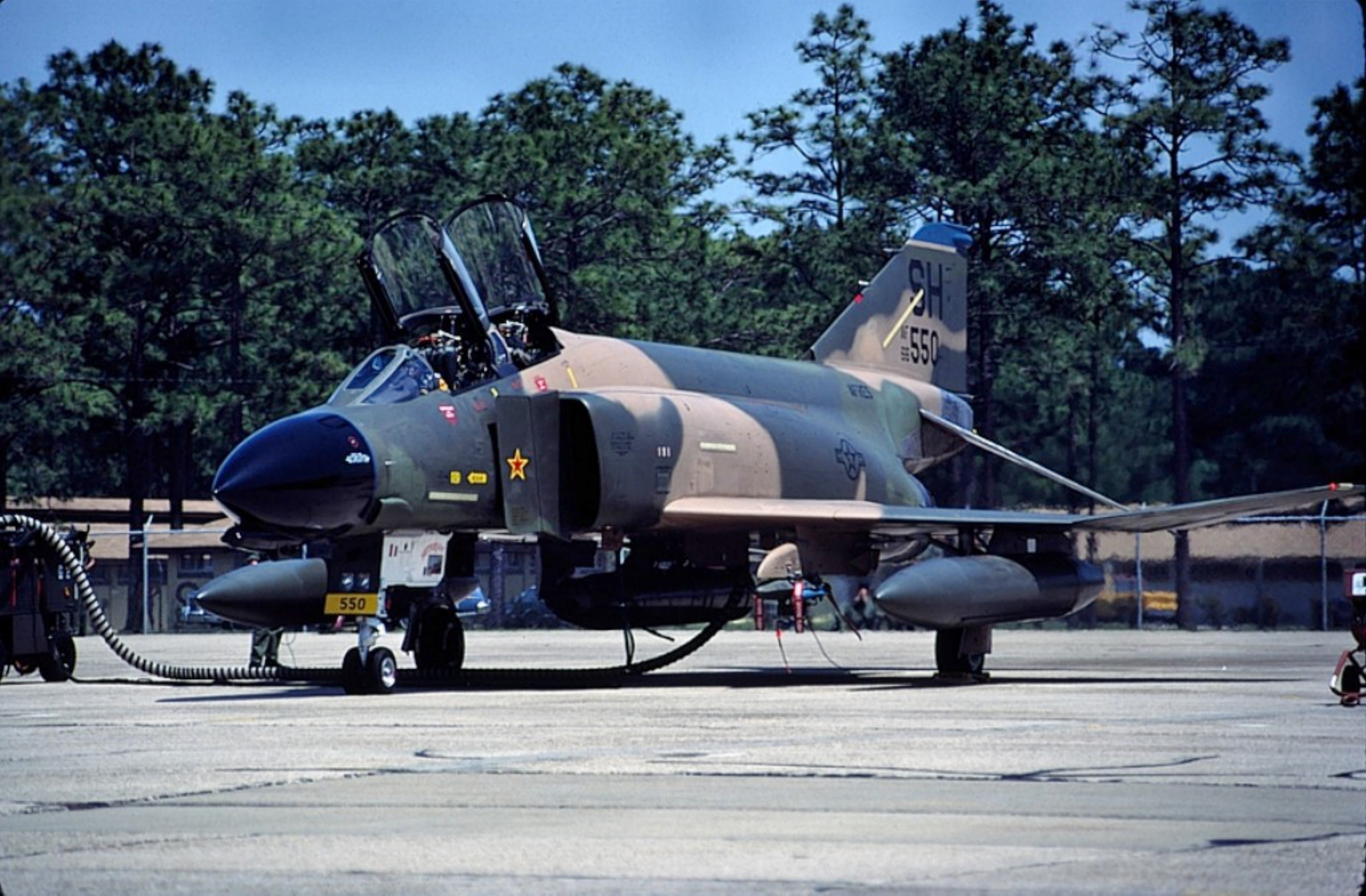
Um F-4 Phantom II da Força Aérea dos EUA com uma marca de abate em forma de estrela, designando uma vitória durante a Guerra do Vietnã, 1980
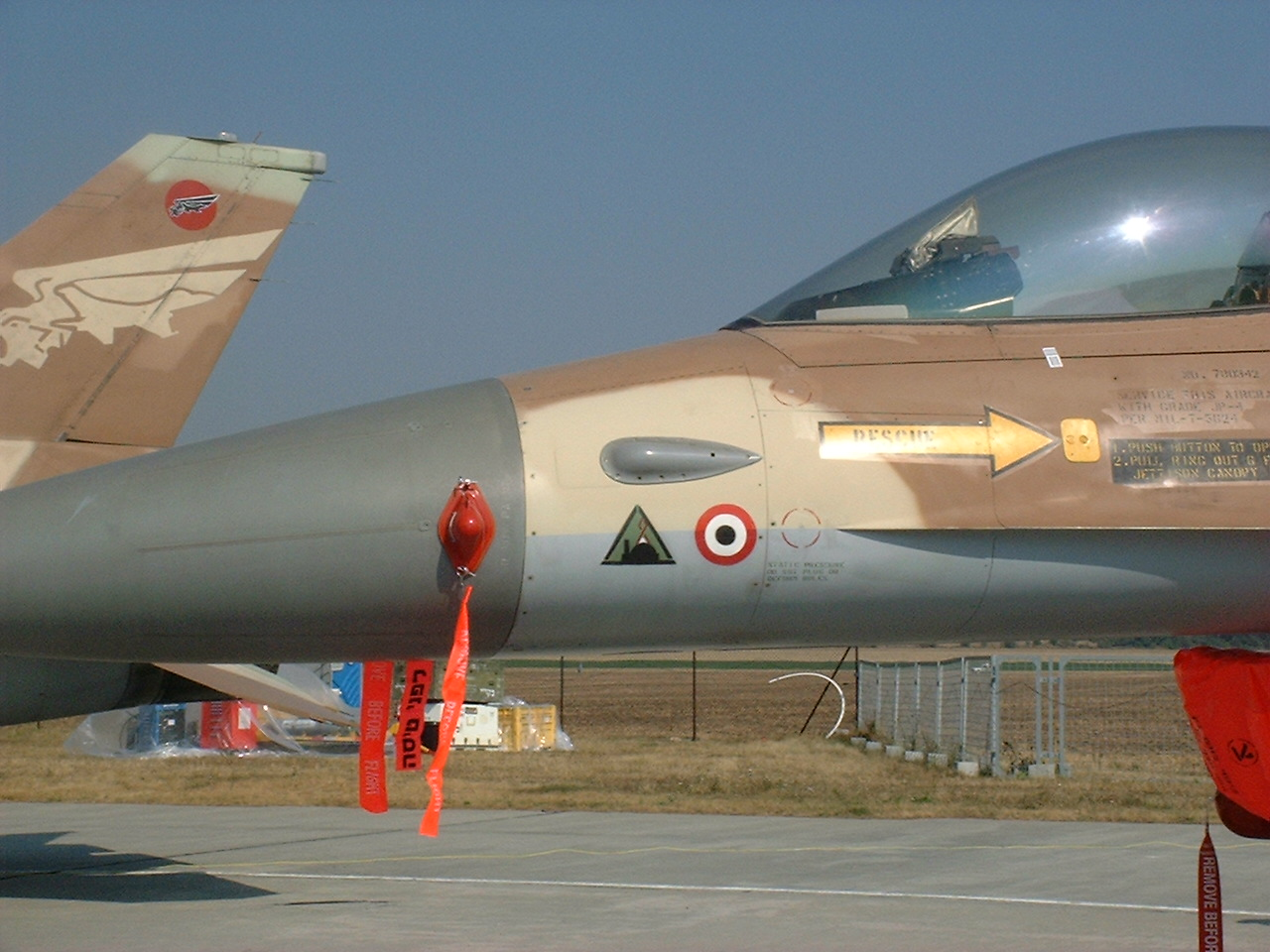
Nariz de um F-16 da Força Aérea Israelense que participou da Operação Ópera, destruindo um reator nuclear iraquiano. O cocar que representa o ataque é o triangular verde, que apresenta uma silhueta de reator nuclear contra o emblema da Força Aérea do Iraque. O outro roundel representa um avião sírio derrubado, 2004
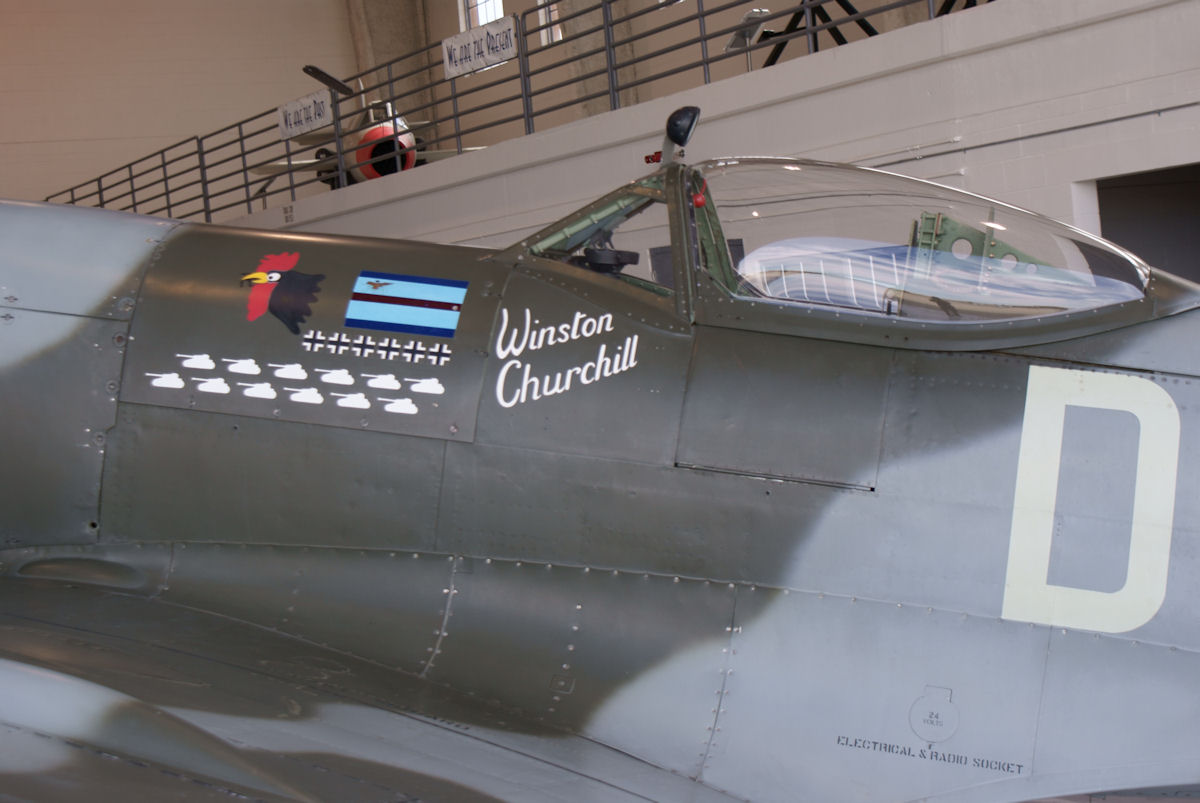
Supermarine Spitfire Mk XVI com marcas de abate representando carros de combate, 2010